# Château du Bailli
Le château du Bailli est un ancien édifice médiéval, l'ancienne demeure du juge-châtelain, représentant des seigneurs de La Tour-d'Auvergne, situé sur la commune de Besse-et-Saint-Anastaise, dans le département français du Puy-de-Dôme.

## Généralités
Le château est situé en bordure nord du vieux village de Besse, sur le territoire de la commune de Besse-et-Saint-Anastaise, dans le département du Puy-de-Dôme, en région Auvergne-Rhône-Alpes, en France.

## Historique
Le château fut construit vraisemblablement au début du XVe siècle et sont contemporains des remparts, construits eux entre 1406 et 1417, sur lesquels il s'adosse.
La tour est classée au titre des au titre des monuments historiques par arrêté du 1er mai 1905 ; les façades et toitures du château sont inscrites par arrêté du 8 décembre 1969.

## Description
Le château était l'ancienne demeure du juge-châtelain (ou Bailli), le représentant des seigneurs de La Tour-d'Auvergne, chargé de collecter l'impôt, de faire respecter la justice et d'organiser la sécurité de la cité. De l'ancien château adossé aux remparts, il ne reste que le corps de logis et une tour, le reste étant postérieur au château originel.
Les murs sont surmontée d'une rangée de corbeaux à trois quarts de rond posés en retrait et la porte du rez-de-chaussée est profilée par deux cavets séparés par une rainure. La tour s'élève sur trois niveaux, dont les plafonds sont voûtées en calotte et en voûté d'arêtes.